# 行政權力

## 權力來源
行政機關（常任文官）具有政策影響力的原因：

### 政治系統相關制度的限制

#### 立法機關
立法機關在法律上雖仍有立法權，但是從實質立法過程觀察，一般都已失去真正立法(制定政策)的能力，而轉為承擔批評、監督、象徵等角色。其原因有:
一、行政機關是提案的主要來源。
二、立法機關議事運作最重視正當程序。
三、議員不以議事為唯一專業。
四、議會幕僚組織和人力不足，無法協助議員深入了解政策問題和提出解決方案。

#### 政務機關
立法機關無力承擔政策制定，行政部門頂層的政務機關卻無力完全負荷政策制定，其政治領導一般而言受到以下因素限制:
一、任期不長。
二、缺乏政策相關的專業知識。
三、缺乏了解和管理政策的時間。
四、政治任用職位有限。

### 科層體制的條件成熟

#### 科層的專業知能
行政機關的專業知能來自組織的專業特性和成員本身的技能，並以組織結構專精分工、久任經驗、專業求才三項途徑造就長任專家。

#### 科層的裁量權限
科層裁量是指行政機關和行政人員對政策如何落實的決定能力，可分成立法性裁量、個案裁量。

#### 科層的動員支持
民主國家的行政機關能動原居於同等重要的政治支持，培育和爭取外部社群、立法機關、行政部門的政治性支持力量。

## 評述

### 盧爾克(F.Rourke)
科層體制學者盧爾克把行政機關的角色形容為「否決團體」(veto group)，指出現代政治人物不能沒行政機關，否則無法行駛統治權；而行政機關在無法達成自我目標時，反而有能力阻礙他人實現其所反對的目標。換句話說行政機關單獨無以成事卻可敗事。

### 巴薩克
法國作家巴薩克在公元1836年的作品－「受雇者」(Les Employees)小說中，即稱其為「侏儒耍大刀」，意涵鄙視。

### 培里(J.Perry)
當代行政學者培里把此現象形容成「無正當性的權力影武者」。

### 柯力士勞福(Samuel Krislov)
科層體制是現代政治結構的晚近結果，他在樹叢中寂靜無情的茁壯成長，甚少為人注意、分析。其生命精髓在於為社會提供的便利和必要，而非意識形態和正當合理，雖不曾得到愛護、尊敬，但是被容忍和依賴。

## 行政權力的擴張

### 自由放任的經濟思想遭批判
西方古典經濟學家例如:亞當斯密(Adam Smith)高唱自由放任的經濟，認為管事最少的政府即最好的政府，讓市場的供需機制主宰人民的經濟活動。此種自由放任思想埋下公元1930年代的美國「經濟大蕭條」的伏因，因此有「萬能政府」的呼聲，要求政府管制若干不合正義公道的經濟現象，並為人民提供最佳服務。例如:社會安全制度、公營事業、工廠管制法規等。

### 社會經濟環境的變遷
受工業革命影響，歐美國家產生貧富差距和勞資對立的社會現象，為此勞資雙方均要求政府出面干預。此外經濟繁榮的結果使產業大規模的合併而造成「托拉斯」的情況，侵犯消費者權益。加上近來勞工運動、消費者保護運動等衍生的問題日增，讓政府行政部門不得出面解決，行政權力隨之而擴張。

### 立法的分散無力
立法機關的成員複雜、專業知識不夠、成員代表的利益極度分歧，法案延宕甚久而最後被擱置的情況屢見不鮮。人民如需政府給予服務，不如像行政部門請求反到迅速有效。

### 司法退卻
一、司法無法適應社會快速變遷。
二、司法程序僵化複雜，審判曠時費日，人民視訴訟為畏途。
三、司法以保障私人權益為目的，而行政部門以增進公利為前提。所以人民支持、依賴行政部門的程度遠過法院

## 對行政權力的控制

### 議會掌控
議會掌控立法調查、質詢和限制等權利，可利用各個機會控制、監察行政官員的施政作為，年度預算審查、法律草案或修正案的審查，向行政官員質詢或對大議題成立特別調查委員會。

### 法院控制
如果行政人員有違法亂紀的事，法院可採取制裁行動，因此行政權須受法院的控制。另外人民可依據國家賠償法的規定要求公務員對其不當行為所造成的損失賠償。

### 公民控制
公民控制行政權力的方法很多，諸如:請願、訴願、抗議、示威、遊行等，更可透過各種投票表達對行政部門的支持與否。

### 行政自律
行政部門的公務員自我警惕，避免從事不法、不當的行為。此內控方法更可增進公務人員和社會大眾的良好關係。至於如何達到行政自律的效果可從以下著手:
一、從教育、訓練著手以提升其自律修養。
二、建立一套公務員的服從道德守則和職業規範，經由人員之間的互動所形成的團體精神、拘束力。而對公務員產生自律作用。
三、可借主計單位、人事行政單位達到行政控制的目的。

### 民營化(Privatization)
為防止行政權的不斷擴張，把若干行政業務開放民營已經成80年代後的主流，政府除了出售公營事業的股權，並且把部分業務用契約外包、特許、補助、抵用券等方法交給民間承辦，如此可減少政府的負擔，行政權相對縮減。